# София Санабрия
София Санабрия (на испански: Sofía Sanabria) е испанска актриса и певица. В България е по-известна с ролята си на Ампаро Санети в теленовелата „Някой те наблюдава“.

## Биография
Родена е на 30 септември 2000 г. в Тусон, щата Аризона, САЩ. Родителите ѝ са англичани, но впоследствие се местят при дъщеря си в Тусон. Пее и учи в Тусон. Говори перфектно английски, испански и италиански език.

## Филмография
- 2008 Лицето на другата – ТВ сериал, Flamenco Dancer
- 2010 Realm – кратък филм, Bully 1
- 2010 Winslow Takes the Cake – кратък филм, Israel
- 2010 Някой те наблюдава – ТВ сериал, Amparo, 11 епизода
- 2011 Grachi – ТВ сериал, Lara, 15 епизода
- 2011 Камериерка в Манхатън, Una Maid en Manhattan – ТВ сериал, Vicky, 1 епизод
- 2012 Corazón Valiente – ТВ сериал, Young Angela Valdez, 1 епизод
- 2012 Crossing Moments – Elli
- 2015 Tony Tango – Commercial Kid 3